# Todoist
Todoist — таскменеджер, вебсервіс і набір програмного забезпечення для управління проєктами та керування завданнями, заснований Аміром Саліхефендіком у січні 2007.
В жовтні 2013 року кількість користувачів сервісу досягла 1 млн. У лютому 2017 число користувачів досягло 10 млн. А вже 21 червня 2017 було анонсовано новий проєкт Twist для управління проєктами в командах.

## Функціонал
Todoist підтримує 13 комп'ютерних та мобільних платформ, пропонує онлайн-синхронізацію і резервне збереження, інтегрується з Google Calendar та рядом інших сервісів.
Усі екаунти Todoist мають обмеження, безкоштовні мають максимальне обмеження в 80 проєктів і 5 людей в кожному, а преміум і бізнес 200 проєктів до 50 людей в кожному проєкті. Дані обмеження не поширюються на заархівовані проєкти.
Задачі можна розмістити в проєктах, сортувати за фільтрами, присвоювати їм мітки, редагувати та експортувати, призначати відповідальних за їхнє виконання, додавати сповіщення, будильник та ін.

## Гейміфікація
Статистика продуктивності гейміфікована у вигляді Тудуіст Карми. Вона дозволяє аналізувати і візуалізувати продуктивність користувача у зручному інтерфейсі. Існує 8 рівнів, залежно від кількості набраних користувачем пунктів: Початківець, Новачок, Любитель, Професіонал, Експерт, Майстер, Гранд Майстер, Просвітлений. Очки карми набираються під час додавання нових завдань, виконування завдань, використання прокачаних фіч, як от календар, будильник, нагадування, фільтри, досягнення денних цілей, виконання кількаденного марафону щодених цілей.

## Платформи
Клієнти Todoist доступні для Microsoft Windows, Mac OS X, Android, iOS. Зараз немає офіційно підтримуваного клієнта для Linux і Windows Phone.
Розширення Todoist доступні також для браузерів Google Chrome і Firefox, а також для поштових клієнтів Microsoft Outlook, Thunderbird та Postbox.

## Обмеження
Усі профілі Todoist мають обмеження, безкоштовні мають максимальне обмеження в 80 проєктів  і 5 осіб в кожному проєкті, а преміум і бізнес 200 проєктів і 50 осіб в кожному проєкті. Дані обмеження не поширюються на заархівовані проєкти.

## Неофіційні клієнти для роботи з Todoist
Існує ряд незалежних клієнтів для роботи з Todoist:
- Budoist — клієнт Todoist для Android OS.
- Metroist — клієнт Todoist для Windows Phone.
- TaskCrunch — клієнт Todoist для Windows Phone.
- TDTasks — клієнт Todoist для Windows Phone.[6]